# ERENET
ERENET (ang. Entrepreneurship Research and Education Network of Central European Universities) - Środkowoeuropejska Uniwersytecka Sieć Badań nad Przedsiębiorczością i Edukacją Przedsiębiorczości z siedzibą w Budapeszcie. Stowarzyszenie ma otwarty charakter, a jego celem jest prowadzenie badań na temat przedsiębiorczości i jej rozwoju, współtworzenie i dystrybuowanie programów nauczania oraz materiałów dydaktycznych między środkowo-i wschodnioeuropejskimi uczelniami. Sieć oparta jest na partnerstwie swoich członków.
Stowarzyszenie powstało w 2005 roku z inicjatywy ówczesnego dyrektora Centrum Rozwoju Małych i Średnich Przedsiębiorstw (Small Business Development Centre, SBDC) działającego na Uniwersytecie Corvinusa w Budapeszcie. Kierowanie siecią zostało powierzone Antalowi Szabó, byłemu regionalnemu doradcy ONZ ds. przedsiębiorczości oraz małych i średnich przedsiębiorstw (UNECE). Na dzień 15.06.2011 roku w sieci ERENET zrzeszonych jest 170 członków z 41 krajów. Stowarzyszenie wydaje czasopismo "ERENET Profile" (ISSN 1789-624X).

## Literatura
- Péter Szirmai: Effect of the EU Enlargement of the SME Sector. After 15 Years of Market Reforms in Transition Economies: Challenges and Perspectives for the Industrial Sector, 24-25 May 2005, Palais des Nations, Geneva
- 4E: Enterprise in Eastern European Economy. The Selection of ERENET PROFILE from the first 10 issues. Budapest, 2008.
- 4E: Enterprise in Eastern European Economy. The Selection of ERENET PROFILE from the 11th to 22nd issues. Budapest 2011
- Zsuzsanna Katalin Szabó, Antal Szabó: Comparative Study on Entrepreneurship Education. National Case Studies. Kosice, 2009.